# WASAPI
 (septembre 2020).
Si vous disposez d'ouvrages ou d'articles de référence ou si vous connaissez des sites web de qualité traitant du thème abordé ici, merci de compléter l'article en donnant les références utiles à sa vérifiabilité et en les liant à la section « Notes et références ».
La Windows Audio Session API est une interface de programmation, permettant à une application cliente de gérer le flux de données entre elle et les périphériques audio. Elle a été introduite sous Vista.